# اسپنسر گوردون بنیت
اسپنسر گوردون بنیت (انگلیسی: Spencer Gordon Bennet؛ ۵ ژانویهٔ ۱۸۹۳ – ۸ اکتبر ۱۹۸۷) یک کارگردان، و تهیه‌کننده اهل ایالات متحده آمریکا بود. وی بین سال‌های ۱۹۲۱ تا ۱۹۷۴ میلادی فعالیت می‌کرد.
وی کارگردان فیلم‌هایی همچون جزیره اسرارآمیز بوده است.